# Anthurium maximum
Anthurium maximum är en kallaväxtart som först beskrevs av René Louiche Desfontaines, och fick sitt nu gällande namn av Adolf Engler. Anthurium maximum ingår i släktet Anthurium och familjen kallaväxter. Inga underarter finns listade.